# Уолтер, Джордж
Сэр Джордж Герберт Уолтер (8 сентября 1928 — 4 марта 2008, Сент-Джонс, Антигуа и Барбуда) — политический деятель Антигуа и Барбуды, премьер-министр Антигуа и Барбуды с 14 февраля 1971 по 1 февраля 1976 года.

## Биография
Основатель Союз рабочих Антигуа (1967), преобразованного в Прогрессивное лейбористское движение (ПЛД).
В 1971—1976 годах — премьер-министр Антигуа и Барбуды. Заявлял о стремлении провести демократические преобразования в интересах трудящихся, а в сентябре 1972 года — о намерении добиться предоставления стране полной независимости после 1976 года. Однако впоследствии отказался подписать акт о независимости, настаивая в ходе переговоров с Великобританией на создании однопалатного парламента, введении представительной избирательной системы и расширении самоуправлении Антигуа и Барбуды.
Экономическое положение страны в начале 1970-х ухудшилось. В 1972 году в связи с кризисом в сахарной промышленности сахарные заводы были закрыты.
В 1976 году ПЛД потерпело поражение на очередных выборах и Уолтер подал в отставку.
В 1982 году после неудачных для себя выборов ушёл из политики и вернулся к работе на своей животноводческой ферме.
В 2006 году именем сэра Джорджа Герберта Уолтера назван аэропорт.
В 2008 году ему было присвоено звание Национального Героя Антигуа и Барбуда.